# 卵叶水芹
卵叶水芹（学名：Oenanthe rosthornii）是伞形科水芹属的植物，是中国的特有植物。分布于中国大陆的四川、贵州、湖南、广西、云南、广东等地，生长于海拔1,400米至4,000米的地区，多生长于山谷林下水沟旁草丛中，目前尚未由人工引种栽培。